# Els Beerten
Els Beerten, née le 22 mars 1959  à Hasselt, est une écrivaine belge de langue néerlandaise, auteure de littérature d'enfance et de jeunesse.

## Œuvres
- Vreemde Eend, 1985

- John Flandersprijs, 1985
- Scenes, 1987

- Zweiter Preis Kinder- en Jeugdjury Vlaanderen, 1989
- Twee kastelen, 1987
- Een buik om in te kruipen, 1988
- Een schat onder de vlag, 1989
- Teranga-Welkom, 1989
- Mijn hoofd zit te vol, 1989
- Mijn tweede solo, 1990

-  Erster Preis Kinder- en Jeugdjury Limburg, 1992
- Wat een stomme meester!, 1992
- Simon, 1993
- Grote kleine broer, 1993
- Voorbij de blauwe lucht, 1994
- Zoveel te zien, zoveel te horen, 1995
- In het donker is het veilig, 1998
- Lopen voor je leven, 2003

- Gouden Zoen, 2004
- Kleine Cervantesprijs (2005
- Erster Preis Kinder- en Jeugdjury Vlaanderen, 2005
- JuBu Buch des Monats, 2005
-  Lektorix, 2005
- Allemaal willen we de hemel, 2008

- Gouden Uil du jeune lecteur, 2009
- De Gouden Lijst (2009)
- Nienke van Hichtum-prijs, 2009
- Prix de la Communauté flamande, 2011
- Lod. Lavkiprijs, 2011
- Bücherlöwe 2009
- traduit en français sous le titre Nous voulons tous le paradis par Maurice Lomré, Genève, Suisse, Éditions Joie de Lire, coll. « Encrage », 2015, 368 p.  (ISBN 978-2-88908-289-6)
- traduit en français sous le titre Nous voulons tous le paradis. Le Procès (suite) par Maurice Lomré, Genève, Suisse, Éditions Joie de Lire, coll. « Encrage », 2016, 336 p.  (ISBN 978-2-88908-306-0)
- Eén mens is genoeg, 2014[3]